# Microregione di Guanhães
Guanhães è una microregione del Minas Gerais in Brasile, appartenente alla mesoregione di Vale do Rio Doce.

## Comuni
È suddivisa in 15 comuni:
- Braúnas
- Carmésia
- Coluna
- Divinolândia de Minas
- Dores de Guanhães
- Gonzaga
- Guanhães
- Materlândia
- Paulistas
- Sabinópolis
- Santa Efigênia de Minas
- São João Evangelista
- Sardoá
- Senhora do Porto
- Virginópolis